# Venac Mrežnički
Venac Mrežnički es una localidad de Croacia en el ejido de la ciudad de Duga Resa, condado de Karlovac.

## Geografía
Se encuentra a una altitud de 179 m s. n. m. a 67,4 km de la capital nacional, Zagreb.

## Demografía
En el censo 2011, el total de población de la localidad fue de 133 habitantes.
| Gráfica de población de Venac Mrežnički 1857-2011                   |
|                                                                     |
| Según los censos de población de la oficina estadística de Croacia. |

73 	92 	86 	81 	71 	100 	94 	109 	127 	157 	154 	152 	160 	156 	151